# Conflicte de l'Alt Karabakh
|  | Aquest article fa referència al conflicte armat. Per a la regió vegeu Alt Karabakh i per a l'estat República d'Artsakh |

El conflicte de l'Alt Karabakh fa referència als enfrontaments militars en curs entre azerbaidjanesos i armenis a l'àrea de l'Alt Karabakh, situada al Caucas. El conflicte és l'evolució de la Guerra de l'Alt Karabakh que va tenir lloc entre el 1988 i el 1994, fent que la guerra hagi continuat malgrat un alto el foc oficial.
El 13 de setembre de 2022 es van reprendre les hostilitats entre els exèrcits armeni i azerbaidjanès, amb diverses topades directes i accions d'artilleria, trencant amb el fràgil alto el foc negociat per Rússia el 2020, mentre que les forces de pau russes que hi havia a la zona no van intervenir. El primer atac va resultar, segons Armènia, amb la mort de 49 soldats armenis. El conflicte va anar evolucionant en baixa intensitat, fins a convertir-se en un conflicte, suposadament, també civil, atès que el desembre de 2022 grups ambientalistes azerbaidjanesos van blocar l'única carretera que comunica l'Alt Karabakh amb Armènia, provocant una situació humanitària perillosa amb absència d'aliments i energia.

## De la caiguda del mur de Berlín a la Guerra de l'Alt Karabakh
El conflicte pel Karabakh parteix de problemes acumulats durant l'existència de l'URSS i que esclaten amb la caiguda del mur de Berlín.

### Abans de la caiguda del mur
Les arrels històriques es remunten al segle xviii, quan tribus nòmades túrquiques s'instal·len a l'actual Karabakh ("Artsakh" pels armenis), una zona poblada per armenis des de fa prop de dos mil·lennis. Amb la fundació de l'URSS, el 1923 es crea la regió autònoma de l'Alt Karabakh, la qual és integrada dins l'RSS de l'Azerbaidjan per decisió de les autoritats soviètiques, tot i constiuir la població armènia un 90% del total d'habitants. L'URSS pretenia acostar-se a Turquia d'aquesta manera vist que l'Azerbaidjan és de població turcòfona. Durant l'etapa soviètica hi hagué algunes iniciatives per a retornar la regió a Armènia. Malgrat les reivindicacions dels armenis del Karabakh, sobretot els 60s i 70s, la situació es manté més o menys estable fins que el 1988, en plena Perestroika, el parlament autònom de l'Alt Karabakh -regió poblada llavors per 77% per armenis ètnics i un 22% d'àzeris- vota la seva secessió per unir-se amb l'RSS d'Armènia. Les autoritats republicanes àzeris s'hi oposen categòricament, i immediatament s'inicien una sèrie de persecucions ètniques i pogroms contra els armenis de l'Azerbaidjan, uns fets que provoquen la intervenció de l'Exèrcit Soviètic a Baku (capital de l'Azerbaidjan) el 1990, amb un resultat de centenars de morts i la reducció de la població armènia de la ciutat a només 36.000 persones. Això feu que la població àzeri que tradicionalment habitava a Armènia i el Karabakh es desplacés a l'Azerbaidjan i que els armenis abandonessin les terres àzeris. Durant aquells anys, la situació va anar degenerant en incidents a banda i banda de la frontera.

### Després de la caiguda del mur
Amb l'ensorrament de l'URSS arribà la independència de les dues repúbliques i alhora desaparegué l'únic actor que evitava la guerra total, és a dir, Rússia. El novembre del 1991 l'Azerbaidjan va decidir de suspendre l'autonomia del Karabakh i canviar-ne el nom. En resposta, la majoria armènia decidí de fer un referèndum, boicotat pels àzeris (que representaven un 25% de la població). El resultat del referèndum va ser d'un 99,9% a favor de la independència. El 6 de gener de 1991 la regió proclamava la independència respecte de l'Azerbaidjan.
Aquesta proclamació va desencadenar una guerra entre àzeris, que tenien el suport de Turquia, i armenis, que rebien armament de Rússia. D'un conflicte de baixa intensitat es va passar a la guerra total. Malgrat la seva inferioritat numèrica i militar, les forces armènies van vèncer i van prendre el control del 90% de l'Alt Karabakh i de set regions al voltant –on hi vivien mig milió d'àzeris-. Allà s'hi va crear una zona de seguretat en territori àzeri. La situació es manté així des de l'alto el foc signat a Bixkek el 1994. El balanç: entre 30.000 i 40.000 militars i civils mortes i més d'un milió de desplaçades. L'herència: un conflicte no resolt i un territori independent de facto, que comprèn el 16% del total de l'Azerbaidjan, on viuen prop de 140.000 persones, la pràctica totalitat de les quals són armènies.

### El grup de Minsk
Aleshores, per mirar de resoldre el conflicte, es va crear el Grup de Minsk, un organisme sota presidència de França, Rússia i els Estats Units que treballa per una solució negociada del conflicte. Però no ha assolit cap avenç important perquè la posició dels dos estats és totalment contraposada. El procés negociador s'ha mantingut paralitzat en un tens ‘statu quo’ fins als enfrontaments d'aquest mes. L'Azerbaidjan insisteix a dir que els armenis han d'abandonar la regió perquè els refugiats puguin recuperar les seves cases. Armènia, per la seva banda, es resisteix a admetre que el Karabakh formi part de l'Azerbaidjan. I encara menys si no es garanteix l'autonomia a la regió ni es protegeix als armenis que hi resideixen.
Armènia no ha reconegut oficialment la independència del Karabakh (només ha estat reconeguda per l'estat australià de Nova Gal·les del Sud) i teòricament no ha enviat mai l'exèrcit al Karabakh, sinó que tots els soldats presents al territori s'hi presenten voluntaris.

## Vers una nova guerra, estat actual

### Nova escalada de tensió
La matinada de dissabte dia 2 d'abril del 2016, tropes àzeris llancen una ofensiva contra a la zona nord de l'Alt Karabakh, utilitzant tàctiques blietzkrieg (guerra llampec) per mirar de capturar territori i pobles al llarg del front dins la zona controlada per Armènia. Es tracta d'una ofensiva que per primera vegada anava més enllà de la lògica de "ull per ull" que havia marcat els enfrontaments que s'havien donat durant els darrers 22 anys a la línia de front -especialment el 2014 i el 2015- d'ençà de l'alto el foc de 1994. A partir del dia 3 es produeix una contraofensiva per part d'unitats armènies del Karabakh, que aconsegueixen reconquerir la major part del territori cedit inicialment, i provoquen importants baixes entre les tropes àzeris. El 5 de març del 2008 la utilització d'artilleria fa entrar el conflicte en categoria d'armament pesant. És a dir, per primer cop d'ençà l'alto al foc del 1994, s'assisteix progressivament des del 2008 a una nova escalada de tensió, interpretada ja per mitjans de comunicació com el "ressò" dels "tambors de guerra" que s'apropen "al Caucas Sud".
Cronologia de l'escalada de tensió
2008
El 5 de març del 2008 la violència més significativa de l'alto el foc va finir per donar entre vuit i disset morts de soldats. A més, la utilització d'artilleria desprové el conflicte fent-lo entrar ja en categoria de conflicte amb armament pesant.
2010
El 8 de febrer segons el govern azerbaidjanès, els armenis obren el foc a la una en punt des de Talish en contra de posicions azerbaidjaneses a Tap Qaraqoyunlu. El resultat final és de tres soldats morts dins el bàndol azerbaidjanès, que anuncien haver matat almenys tres soldats armenis, però que Armènia desmenteix.
2012
Segons els mitjans de comunicació armenis, la nit del 3 al 4 de juny del 2012, soldats azerbaidjanesos miren de penetrar al nord-est del país. Tres soldats armenis haurien trobat la mort en l'operació i cinc altres haurien resultat ferits. L'Azerbaidjan en denuncia Armènia, acusant-la de fer comèdia per entretenir. No debades, segons algunes fronts armènies, haurien estat morts entre 50 i 100 soldats azerbaidjanesos.
2014
Degut al conflicte derivat de l'Euromaidan a Ucraïna, els incidents greus es van multiplicant a partir del mes de juliol del 2014 sobre la línia de l'alto el foc, provocant desenes de víctimes en ambdós bàndols.
2016
Durant la matinada del dissabte 2 d'abril del 2016, dotze soldats de l'exèrcit de l'Azerbaidjan moren durant l'enfrontament armat contra milícies d'Artsakh, segons que comunica el Ministeri de Defensa azerbaidjanès. Entre les pèrdues militars de l'Azerbaidjan també s'informa de la destrucció d'un tanc i l'enderrocament d'un helicòpter Mi-24 a la zona de combat. El president armeni, Serzh Sargsian, declara davant el Consell de Seguretat d'Armènia que el combat és “el més greu des de l'any 1994”, raó per la qual Armènia i l'Azerbaidjan entren en acusacions mútues, violant la treva que s'havien imposat.
Al mes de maig del 2016 la premsa anuncia que Armènia ja té preparada una llei per a reconèixer diplomàticament la independència de l'Alt Karabakh.
2018
Després d'una setmana d'atacs, entre el 20 i el 27 de maig de 2018, l'exèrcit àzeri va guanyar uns 11 km² al nord de l'enclavament del Nakhtxivan als districtes de Sharur i Sadarak, entre ells l'antic llogarret de Günnüt que es trobava en terra de ningú. Entre un i dos soldats de cada bàndol van morir durant aquests enfrontaments. En moltes altres ocasions es van produir incidents aïllats que durant el 2018 van provocar una desena de morts a les files armènies.
2020
El 12 de juliol de 2020 va començar una nova sèrie d'enfrontaments que s'allargarien fins al 30 de juliol en un punt de la frontera entre Armènia i l'Azerbaidjan situat entre Movses (a la província armènia de Tavuix) i Ağdam (al districte àzeri de Tovuz). Les dues parts s'acusen mútuament de ser-ne les iniciadores. Segons el govern armeni van morir-hi 5 soldats armenis i 21 d'àzeris, mentre que el govern àzeri reporta la mort de 120 soldats armenis, 12 soldats àzeris (entre ells un general) i 1 civil àzeri.

### El Karabakh com a mètode de distracció
Darrere d'aquesta nova escalada de tensió, mitjans de comunicació informen que hi hauria més aviat un intent de distracció per part del govern àzeri. La disminució dels ingressos per la baixada del preu del petroli el 2015-2016, sumada a la crisi econòmica russa –amb conseqüències sobre bona part de la resta d'exrepúbliques- han col·locat el règim àzeri de Ilham Alíev –president des de l'any 2003- sota pressió. El 2015 l'economia àzeri va créixer només un 1,1% i pel 2016 s'espera una contracció del PIB d'un -1%, xifres que queden a anys llum del període 2002-2009, amb entre un 9% i un 32% de creixement anual. El desembre de 2015, el govern es va veure obligat a establir un tipus de canvi flotant per a la seva moneda, el manat. El seu valor va caure en un sol dia un 32% en relació amb el dòlar. El nivell de vida del país està empitjorant i ja s'han produït diverses protestes als carrers de les principals ciutats. Alyiev recorre doncs al conflicte a l'Alt Karabakh també com a element de distracció social per reforçar l'estabilitat del seu règim. Per les autoritats armènies, l'escalada del conflicte també és útil per a desviar l'atenció respecte als greus problemes socioeconòmics i a la corrupció endèmica que castiguen el país, i que l'estiu de l'any passat van generar una de les onades de protestes més importants des de 1991: l'Electric Yerevan.

### El paper de Rússia i Turquia en la nova escalada de tensió
Tot i que el conflicte de l'Alt Karabakh i l'escalada que ha viscut darrerament responen a dinàmiques locals i autònomes, existeix una implicació molt directa de dues de les tres principals potències de la zona: Rússia i Turquia. Per a Rússia, aquest conflicte és utilitzat com a instrument per mantenir la seva influència al Caucas Sud, una zona que des de principis del segle xix sempre ha estat percebuda per Moscou com el seu pati del darrere. Des de l'inici del conflicte a finals dels 1980, Rússia ha jugat sempre un paper en la disputa, ja sigui com a principal mediador en les negociacions polítiques, com a garant de facto de la seguretat d'Armènia –on Moscou compta amb dues bases militars i unes 5.000 tropes- o com a principal subministrador d'armes per a Bakú i Erevan. Tant Rússia com Armènia formen part de l'Organització del Tractat de Seguretat Col·lectiva –una mena d'OTAN postsoviètica de la qual formen part sis exrepúbliques de l'URSS- i existeix un tractat de defensa mútua entre ambdós països, un important element de dissuasió de cara a les temptacions bel·licistes àzeris. La dependència d'Armènia respecte a Rússia no es redueix només a l'àmbit militar, i empreses russes controlen la majoria de les indústries armènies, amb especial incidència en els sectors de l'energia, el transport, les telecomunicacions o la mineria. Una circumstància que converteix Armènia en el país del planeta més dependent de Rússia.
Tot i l'estreta relació russo-armènia, Moscou manté alhora unes relacions privilegiades amb Bakú, essent el seu principal subministrador d'armes. Aquest doble joc respon a dos objectius principals. En primer lloc, com més fort -i amenaçador- sigui Bakú, més profunda serà la dependència militar d'Erevan respecte a Moscou. Segon, el valor estratègic de l'Azerbaidjan fa que per Rússia les relacions amb aquest pais siguin encara més rellevants que els seus compromisos amb Armènia, treballant activament per mantenir-hi uns lligams forts a fi d'evitar que Turquia o Occident hi fiquin massa el nas. Una política que irrita molts armenis i que durant els darrers temps ha generat una progressiva "desafecció" envers Rússia per part d'alguns sectors de la societat armènia. Amb relació a Turquia, la seva implicació és menor gràcies en bona part a l'estratègia seguida per Rússia. Ankara està totalment alineada amb la posició de l'Azerbaidjan –Erdogan va ser l'únic líder polític que va declarar el seu suport a un dels bàndols durant els combats de l'abril-, un país percebut a Turquia com el seu "germà petit", i la influència sobre el qual es disputa amb Moscou. Una dinàmica accentuada per l'enemistat històrica entre Armènia i Turquia per la qüestió del genocidi turc. Donada la tutela de Moscou sobre Erevan, Erdogan també percep el reescalfament del Karabakh com una oportunitat per plantar cara a Putin en un nou front.

### El grup Minsk davant l'escalada de tensió
El procés de pau al Karabakh està liderat per Rússia, França i els Estats Units, copresidents de l'anomenat Grup de Minsk de la OSCE, establert el 1994 i del qual també formen part Belarús, Alemanya, Itàlia, Suècia, Finlàndia, Turquia, Armènia i l'Azerbaidjan. No obstant això, durant les darreres dues dècades els avenços en el terreny diplomàtic han estat pràcticament inexistents. Tot i que els presidents d'Armènia i l'Azerbaidjan es van reunir a Sotxi l'estiu de 2014 gràcies a la intermediació russa, el cert és que cap de les parts sembla disposada a fer concessions significatives. Endemés, la missió internacional de monitoratge i verificació de l'alto el foc compta únicament amb 6 observadors de l'OSCE, els quals ni tan sols estan permanentment desplegats a la zona de conflicte. Aquesta xifra contrasta amb els 700 observadors que la OSCE té desplegats al Donbass o els 200 que la Unió Europea té a Abkhàzia i Ossètia del Sud. Fins al moment l'Azerbaidjan s'ha oposat taxativament a una major presència d'observadors, amb l'argument que aquest fet implicaria solidificar el que Bakú considera una ocupació del seu territori per forces armènies, contribuint a congelar el conflicte. A Erevan i Stepanakert en canvi, hi ha molt més suport a la idea de reforçar la vigilància internacional, a fi de d'augmentar la seguretat local. Aquesta absència d'observadors, sumada a la molt minsa presència de reporters internacionals a la zona, dificulta el seguiment i la comprovació dels fets sobre el terreny i facilita en conseqüència la guerra propagandística a banda i banda.
Segons el diari digital Directa.cat, amb la seva estratègia de reescalfament del conflicte, Alíev busca provocar una major implicació internacional que rellanci el procés polític i les converses de pau -en especial per part de Moscou i Washington- forçant Armènia a realitzar cessions que afavoreixin l'establiment d'un nou statu quo. Si aquests avenços no es produeixen, i donat el vuit de seguretat que existeix a la zona, Bakú té molts incentius per a continuar l'escalada bèl·lica al Karabakh, amb conseqüències que poden escapar al control dels actors implicats.